# Unió Demòcrata Cristiana (Països Baixos)
Unió Demòcrata Cristiana (en neerlandès Christelijk-Democratische Unie, CDU) fou un partit polític neerlandès creat el 1926 de la unió del Partit Social Cristià, el Partit Demòcrata Cristià i la Lliga dels Cristians Socialistes. A les eleccions legislatives neerlandeses de 1929, que va augmentar a dos a les eleccions de 1937. El partit sempre va estar a l'oposició.
El seu ideari es basava en el del teòleg Karl Barth i cercava una societat justa basada en normes bíbliques. Estava lligada a una de les Esglésies Reformades Neerlandeses (Gereformeerde Kerken in Hersteld Verband), que se'n va escindir a causa del seu pacifisme. El Sínode de les Esglésies Reformades va decretar aleshores mesures disciplinàries contra els fidels que eren membres del partit.
Després de la Segona Guerra Mundial el partit es va unir als socialdemòcrates per a formar el Partij van de Arbeid. Durant els anys 1950 molts dels seus membres s'uniren al pacifista Partit Socialista Pacifista.

## Resultats electorals
| Any  | Líder           | Vots   | %    | Escons  | +/- | Govern   |
| ---- | --------------- | ------ | ---- | ------- | --- | -------- |
| 1929 | Harm van Houten | 12,780 | 0.38 | 0 / 100 | Nou | Oposició |
| 1933 | Harm van Houten | 38,459 | 1.03 | 1 / 100 | 1   | Oposició |
| 1946 | Harm van Houten | 85,004 | 2.09 | 2 / 100 | 1   | Oposició |